# Werkgroep
Een werkgroep is een groep van mensen met een bepaald doel of een bepaalde opdracht die zij gezamenlijk resultaatgericht proberen uit te voeren.
Als de taak is volbracht, wordt de werkgroep opgeheven, maar er zijn ook werkgroepen die eerder fungeren als afdelingen binnen een grotere organisatie en die dan ook een lang leven beschoren zijn. Een werkgroep kan vallen onder een bestaande organisatie, of een zelfstandige rechtsvorm aannemen (vereniging of stichting). In de regel fungeert een werkgroep met een bestuur, maar noodzakelijk is dit niet.

## Voorbeelden
- Werkgroep Caraïbische Letteren van de Maatschappij der Nederlandse Letterkunde
- de werkgroepen binnen de Vereniging van Letterkundigen
- de Werkgroep voor Tertiaire en Kwartaire Geologie, een Nederlandse vereniging van amateur en beroepsgeologen die zich bezighouden met de geologische tijdperken Tertiair en Kwartair